# 54
Évszázadok: i. e. 1. század – 1. század – 2. század
Évtizedek: 1-es évek – 10-es évek – 20-as évek – 30-as évek – 40-es évek – 50-es évek – 60-as évek – 70-es évek – 80-as évek – 90-es évek – 100-as évek
Évek: 49 – 50 – 51 – 52 –  53 – 54 – 55 – 56 – 57 – 58 – 59

## Események

### Római Birodalom
- Manius Acilius Aviolát (helyettese Marcus Aefulanus) és Marcus Asinius Marcellust választják consulnak.
- Agrippina császárné varázslással és rablóbandák szervezésével vádolja meg és kivégezteti Domitia Lepidát (volt sógornőjét, valamint Claudius császár volt feleségének, Messalinának anyját).
- Agrippina megmérgezi Claudius császárt (Tacitus szerint azért, mert az tett egy megjegyzést, hogy tűrnie és megtorolnia kell feleségeinek bűneit és megijedt, hogy Messalina sorsára jut). Halott apja mellett tartja Claudius vér szerinti fiát, Britannicust, míg az ő fiát, Nerót a praetorianusok táborába viszik és császárrá kiáltják ki.
- Agrippina meggyilkoltatja Narcissust, Claudius titkárát, valamint Iunius Silanus asiai proconsult (tartva annak bosszújától, miután fivére, Lucius Silanus halálát okozta). A további leszámolásokat Nero két nevelője, Burrus és Seneca leállítja.
- Örményország pártus megszállása miatt Corbulo vezetésével légiókat mozgósítanak a szomszédos provinciákban és felkészülnek a háborúra. Eközben I. Vologaészész pártus király a kemény tél, a seregét tizedelő járvány és fia, Vardanész lázadása miatt kivonul Örményországból, amelynek trónját ismét az ibériai Rhadamisztosz foglalja el.
- A szenátus javasolja, hogy ezentúl decemberrel, Nero születési hónapjával kezdődjön az év, de ezt ő elutasítja.
- Pál apostol harmadik missziós útjára indul Galatiába és Frígiába.

## Halálozások
- október 13. – Claudius római császár
- Tiberius Claudius Narcissus, Claudius császár titkára
- Domitia Lepida Minor, Messalina anyja, Nero nagynénje
- Marcus Iunius Silanus, római politikus